# Bamberg (South Carolina)
Bamberg is een plaats (town) in de Amerikaanse staat South Carolina, en valt bestuurlijk gezien onder Bamberg County.

## Demografie
Bij de volkstelling in 2000 werd het aantal inwoners vastgesteld op 3733.
In 2006 is het aantal inwoners door het United States Census Bureau geschat op 3509, een daling van 224 (-6,0%).

## Geografie
Volgens het United States Census Bureau beslaat de plaats een oppervlakte van
9,1 km², geheel bestaande uit land. Bamberg ligt op ongeveer 70 m boven zeeniveau.

## Plaatsen in de nabije omgeving
De onderstaande figuur toont nabijgelegen plaatsen in een straal van 20 km rond Bamberg.

## Geboren
- Nikki Haley (1972), gouverneur van South Carolina (2011-2017) en ambassadeur